# Copa Juvenil de la FIFA/Blue Stars
La Copa Juvenil de la FIFA /Blue Stars es una competición internacional de fútbol de categorías juveniles dirigida por la FIFA disputada anualmente en la ciudad de Zúrich.
Los actuales campeones del torneo, en su edición 2022, son el FC Basel en la rama masculina y el FC Zürich Frauen en la rama femenina. La Copa FIFA/Blue Stars es la competición juvenil del club más prestigiosa en el mundo, en donde participan clubes juveniles de primer nivel mundial. 

## Historia
La primera edición del torneo, en 1939, fue organizada por el FC Blue Stars, uno de los primeros de Suiza en crear una sección juvenil, con una cantidad de doce equipos. En 1941, los organizadores decidieron cambiar el estadio donde se disputaba la competencia se amplió la cantidad de equipos participante a 16. En 1946, contó con la participación del primer equipo extranjero, el FC Mulhouse de Francia. En los años siguientes, más y más equipos extranjeros participaron en el torneo.
En 1951, fue el primero en contar con la participación de un equipo inglés, el Wolverhampton Wanderers. Desde 1976, comenzaron a participar equipos italianos en el torneo y en 1989 participó el FC Barcelona, el primer equipo español en el torneo.
En 1991, Reconociendo su importancia para la juventud de fútbol, la FIFA se hizo cargo del torneo. En 1995 se cambió el nombre y el torneo comenzó a denominarse como lo hace actualmente. Además, desde este año comenzaron a participar equipos no europeos y en año 1999, por primera vez el campeón fue un equipo de fuera de Europa, el São Paulo.
Desde 2018 el torneo cuenta con su rama masculina y femenina.
en 1991. La competencia ahora atrae a equipos de todo el mundo, incluyendo Brasil, Australia, Sudáfrica, Argentina, México y España. Desde 1991 participan clubes no europeos y desde 2018 el torneo cuenta con su rama masculina y femenina.

## Campeonatos

### Rama Masculina
| Edición | Año  | Campeón                 | Final Resultado | Segundo lugar            |
| ------- | ---- | ----------------------- | --------------- | ------------------------ |
| 1       | 1939 | Grasshoppers Zurich     | 1:0             | FC Schönenwerd           |
| 2       | 1940 | FC Winterthur           | 0:0 (4:5 p)     | Grasshoppers Zurich      |
| 3       | 1941 | FC Young Fellows        | 3:2             | FC Lugano                |
| 4       | 1942 | FC Young Fellows        | 1:2             | FC Aarau                 |
| 5       | 1943 | FC Aarau                | 4:0             | FC Schlieren Zürich      |
| 6       | 1944 | FC Servette Genf        | 4:2             | FC Aarau                 |
| 7       | 1945 | FC Oerlikon             | 1:0             | AC Bellinzona            |
| 8       | 1946 | FC Zürich               | 1:0             | Grasshoppers Zurich      |
| 9       | 1947 | Austria Viena           | 3:1             | Urania Genève Sport      |
| 10      | 1948 | Austria Viena           | 3:0             | FC Aarau                 |
| 11      | 1949 | FC Zürich               | 1:0             | Racing Club de Bruxelles |
| 12      | 1950 | Wiener Sport-Club       | 1:1 (pró)       | Racing Club de Bruxelles |
| 13      | 1951 | AS Strasbourg           | 1:0             | FC Basel                 |
| 14      | 1952 | Birmingham City         | 1:0             | Calcio Como              |
| 15      | 1953 | FC Young Fellows        | 1:1 (pró)       | FC Zürich                |
| 16      | 1954 | Manchester United FC    | 4:0             | FC Red Star Zürich       |
| 17      | 1955 | Genoa CFC               | 1:0             | Manchester United FC     |
| 18      | 1956 | Grasshoppers Zurich     | 2:1             | BC Augsburg              |
| 19      | 1957 | Manchester United FC    | 2:0             | BC Augsburg              |
| 20      | 1958 | AC Milan                | 1:0             | Fedit Roma Calcio        |
| 21      | 1959 | Manchester United FC    | 2:1             | Hellas Verona            |
| 22      | 1960 | Manchester United FC    | 3:1             | FC Grenchen              |
| 23      | 1961 | Manchester United FC    | 3:1             | FC Zürich                |
| 24      | 1962 | Manchester United FC    | 1:1 (3:2 p)     | Juventus de Turín        |
| 25      | 1963 | Arsenal FC              | 1:0             | AC Mantova               |
| 26      | 1964 | Arsenal FC              | 0:0 (3:2 p)     | Manchester United FC     |
| 27      | 1965 | Manchester United FC    | 2:1             | AC Bologna               |
| 28      | 1966 | Manchester United FC    | 1:1 (pró)       | West Ham United          |
| 29      | 1967 | TSV 1860 Múnich         | 1:0             | FC Blue Stars Zürich     |
| 30      | 1968 | Manchester United FC    | 1:0             | West Ham United          |
| 31      | 1969 | Manchester United FC    | 2:1             | Étoile Carouge FC        |
| 32      | 1970 | Young Boys              | 0:0 (4:3 p)     | Atalanta                 |
| 33      | 1971 | Grasshoppers Zurich     | 0:0 (4:3 p)     | Manchester United FC     |
| 34      | 1972 | FC Lausanne Sports      | 2:0             | FC Grenchen              |
| 35      | 1973 | Borussia Dortmund       | 0:0 (7:6 p)     | Manchester United FC     |
| 36      | 1974 | Atalanta                | 1:0             | Manchester United FC     |
| 37      | 1975 | Manchester United FC    | 1:1 (5:4 p)     | Tottenham Hotspur        |
| 38      | 1976 | Manchester United FC    | 1:0             | Middlesbrough FC         |
| 39      | 1977 | AC Milan                | 0:0 (4:2 p)     | FC Friburgo              |
| 40      | 1978 | Manchester United FC    | 1:0             | Leeds United             |
| 41      | 1979 | Manchester United FC    | 1:0             | Roda JC Kerkrade         |
| 44      | 1980 | AS Roma                 | 3:2             | Liverpool FC             |
| 43      | 1981 | Manchester United FC    | 3:0             | ŠK Slovan Bratislava     |
| 44      | 1982 | Manchester United FC    | 3:0             | Hapoel Ramat Gan FC      |
| 45      | 1983 | FC Internazionale       | 1:0             | VfB Stuttgart            |
| 46      | 1984 | Chelsea FC              | 2:1             | SV Waldhof               |
| 47      | 1985 | US Cremonese            | 1:0             | Roda JC Kerkrade         |
| 48      | 1986 | Celtic FC               | 4:0             | Aston Villa              |
| 49      | 1987 | Grasshoppers Zurich     | 1:0             | Udinese Calcio           |
| 50      | 1988 | FK Sarajevo             | 0:0 (8:7 p)     | AS Pisa                  |
| 51      | 1989 | Nottingham Forest       | 2:0             | AS Varese                |
| 52      | 1990 | Real Madrid CF          | 1:0             | F. K. Partizan Belgrado  |
| 53      | 1991 | FC Spartak de Moscú     | 2:1             | Manchester United FC     |
| 54      | 1992 | FC Spartak de Moscú     | 4:1             | Manchester United FC     |
| 55      | 1993 | FC Barcelona            | 2:0             | PSV Eindhoven            |
| 56      | 1994 | FC Barcelona            | 1:0             | Manchester United FC     |
| 57      | 1995 | FC Barcelona            | 0:0 (3:2 p)     | PSV Eindhoven            |
| 58      | 1996 | SL Benfica              | 0:0 (7:6 p)     | Grasshoppers Zurich      |
| 59      | 1997 | FC Basel                | 0:0 (3:2 p)     | SL Benfica               |
| 60      | 1998 | Grasshoppers Zurich     | 0:0 (4:3 p)     | Inter de Porto Alegre    |
| 61      | 1999 | São Paulo FC            | 0:0 (5:3 p)     | FC Zürich                |
| 62      | 2000 | São Paulo FC            | 2:1             | Valencia CF              |
| 63      | 2001 | Grêmio                  | 3:0             | Grasshoppers Zurich      |
| 64      | 2002 | Boca Juniors            | 1:0             | Grêmio                   |
| 65      | 2003 | AS Roma                 | 2:1             | Real Club Celta de Vigo  |
| 66      | 2004 | Manchester United FC    | 1:1 (4:3 p)     | FC Zürich                |
| 67      | 2005 | Manchester United FC    | 2:0             | AIK Estocolmo            |
| 68      | 2006 | Grasshoppers Zurich     | 1:0             | BSC Young Boys           |
| 69      | 2007 | F. K. Partizan Belgrado | 0:0 (4:2 p)     | FC Zürich                |
| 70      | 2008 | FC Zürich               | 3:2             | FC Basel                 |
| 71      | 2009 | FC Basel                | 1:0             | Grasshoppers Zurich      |
| 72      | 2010 | Boca Juniors            | 3:2             | FC Zürich                |
| 73      | 2011 | FC Porto                | 4:1             | FC Zürich                |
| 74      | 2012 | FC Zürich               | 2:0             | Grasshoppers Zurich      |
| 75      | 2013 | FC Zürich               | 5:0             | Botafogo                 |
| 76      | 2014 | Atlético Paranaense     | 1:0             | SL Benfica               |
| 77      | 2015 | FC Luzern               | 1:0             | FC Zürich                |
| 78      | 2016 | Grasshoppers Zurich     | 2:0             | West Ham                 |
| 79      | 2017 | Olympique de Lyon       | 1:0             | Anderlecht               |
| 80      | 2018 | GNK Dinamo Zagreb       | 2:0             | Young Boys               |
| 81      | 2019 | Boca Juniors            | 2:0             | SL Benfica               |
| 82      | 2022 | FC Basel                | 5:4             | FSV Mainz 05             |
| 83      | 2023 | FC Zürich               | 0:0 (2:0 p)     | Corinthians              |
| 84      | 2024 | Red Bull Salzburgo      | 4:1             | FC Zürich                |

### Rama Femenina
| Año  | Campeón                | Final Resultado | Segundo lugar              |
| ---- | ---------------------- | --------------- | -------------------------- |
| 2018 | Young Boys             | 1:0             | Valencia CF                |
| 2019 | Wolfsburgo             | 4:0             | Young Boys                 |
| 2020 | Chelsea                | 3:2             | FC Bayern München          |
| 2021 | AFC Ajax               | 1:1 (4:2 p)     | FC Barcelona               |
| 2022 | FC Zürich Frauen       | 5:3             | Olympique Lyonnais Féminin |
| 2023 | Vancouver Whitecaps FC | 1:1 (5:4 p)     | FC Basel Frauen            |
| 2024 | Arsenal WFC            | 1:1 (4:3 p)     | FC Basel Frauen            |

## Palmarés

### Rama Masculina
| Club                | N.º de Títulos | Años de títulos                                                                                            |
| ------------------- | -------------- | --- |
| Manchester United   | 18             | 1954, 1957, 1959, 1960, 1961, 1962, 1965, 1966, 1968, 1969, 1975, 1976, 1978, 1979, 1981, 1982, 2004, 2005 |
| Grasshopers         | 7              | 1939, 1956, 1971, 1987, 1998, 2006, 2016                                                                   |
| FC Zürich           | 6              | 1946, 1949, 2008, 2012, 2013, 2023                                                                         |
| SC Young Fellows    | 3              | 1941, 1942, 1953                                                                                           |
| FC Barcelona        | 3              | 1993, 1994, 1995                                                                                           |
| Boca Juniors        | 3              | 2002, 2010, 2019                                                                                           |
| FC Basel            | 3              | 1997, 2009, 2022                                                                                           |
| FK Austria Wien     | 2              | 1947, 1948                                                                                                 |
| Arsenal FC          | 2              | 1963, 1964                                                                                                 |
| AC Milan            | 2              | 1968, 1977                                                                                                 |
| AS Roma             | 2              | 1980, 2003                                                                                                 |
| Spartak Moscú       | 2              | 1991, 1992                                                                                                 |
| São Paulo FC        | 2              | 1999, 2000                                                                                                 |
| FC Winterthur       | 1              | 1940 |
| FC Aarau            | 1              | 1943 |
| Servette FC         | 1              | 1944 |
| FC Oerlikon         | 1              | 1945 |
| Wiener Sport-Club   | 1              | 1950 |
| AS Strasbourg       | 1              | 1951 |
| Birmingham City     | 1              | 1952 |
| Genoa CFC           | 1              | 1955 |
| 1860 Munich         | 1              | 1967 |
| Young Boys          | 1              | 1970 |
| Lausanne Sports     | 1              | 1972 |
| Borussia Dortmund   | 1              | 1973 |
| Atalanta de Bergamo | 1              | 1974 |
| Inter de Milán      | 1              | 1983 |
| Chelsea FC          | 1              | 1984 |
| US Cremonese        | 1              | 1985 |
| Celtic FC           | 1              | 1986 |
| FK Sarajevo         | 1              | 1988 |
| Nottingham Forest   | 1              | 1989 |
| Real Madrid CF      | 1              | 1990 |
| SL Benfica          | 1              | 1996 |
| Grêmio              | 1              | 2001 |
| FK Partizan         | 1              | 2007 |
| FC Porto            | 1              | 2011 |
| Atlético Paranaense | 1              | 2014 |
| FC Luzern           | 1              | 2015 |
| Olympique de Lyon   | 1              | 2017 |
| GNK Dinamo Zagreb   | 1              | 2018 |

### Rama Femenina
| Club                   | N.º de Títulos | Años de títulos |
| ---------------------- | -------------- | --------------- |
| Young Boys             | 1              | 2018            |
| Wolfsburgo             | 1              | 2019            |
| FC Zürich Frauen       | 1              | 2022            |
| Vancouver Whitecaps FC | 1              | 2023            |

## Títulos por países

### Rama Masculina
| País               | Campeonatos |
| ------------------ | ----------- |
| Suiza              | 26          |
| Inglaterra         | 23          |
| Italia             | 8           |
| España             | 4           |
| Brasil             | 4           |
| Argentina          | 3           |
| Austria            | 3           |
| Alemania           | 2           |
| Rusia              | 2           |
| Portugal           | 2           |
| Francia            | 2           |
| Escocia            | 1           |
| Bosnia-Herzegovina | 1           |
| Serbia             | 1           |
| Croacia            | 1           |

### Rama Femenina
| País     | Campeonatos |
| -------- | ----------- |
| Suiza    | 2           |
| Alemania | 1           |
| Canadá   | 1           |

## Premios

### Balón de Oro Adidas
| Año  | Ganador            | Equipo              |
| ---- | ------------------ | ------------------- |
| 2009 | Pascal Schuerpf    | Grasshopers         |
| 2010 | Oliver Buff        | FC Zürich           |
| 2011 | Christian Twasam   | FC Oporto           |
| 2012 | Levent Guelen      | Grasshopers         |
| 2014 | Gustavo Marmentini | Atlético Paranaense |
| 2019 | Lucas Brochero     | Boca Juniors        |

### Guante de Oro
| Año  | Ganador                  | Equipo              |
| ---- | ------------------------ | ------------------- |
| 2009 | Steven Deana             | Grasshopers         |
| 2010 | Ramiro Fernando Martinez | Boca Juniors        |
| 2011 | Kristian Tijan Kalina    | Dinamo Zagreb       |
| 2012 | Yanick Brecher           | FC Zürich           |
| 2013 | Thierry Ursprung         | FC Zürich           |
| 2014 | Macanhan                 | Atlético Paranaense |
| 2019 | Matías Ramos Mingo       | Boca Juniors        |

### Premio Fair Play
| Año  | Equipo ganador |
| ---- | -------------- |
| 2014 | FC Zürich      |